# Мерідіан (округ Саттер, Каліфорнія)
Мерідіан (англ. Meridian) — переписна місцевість (CDP) в США, в окрузі Саттер штату Каліфорнія. Населення — 304 особи (2020).

## Географія
Мерідіан розташований за координатами 39°8′26″ пн. ш. 121°54′28″ зх. д. / 39.14056° пн. ш. 121.90778° зх. д. (39.140435, -121.907895).  За даними Бюро перепису населення США в 2010 році переписна місцевість мала площу 13,72 км², уся площа — суходіл.

## Демографія
Згідно з переписом 2010 року, у переписній місцевості мешкало 358 осіб у 146 домогосподарствах у складі 100 родин. Густота населення становила 26 осіб/км².  Було 161 помешкання (12/км²).
Расовий склад населення:
| - 74,9 % — білих - 2,0 % — корінних американців - 0,6 % — чорних або афроамериканців - 16,2 % — осіб інших рас |

До двох чи більше рас належало 6,4 %. Частка іспаномовних становила 23,7 % від усіх жителів.
За віковим діапазоном населення розподілялося таким чином: 20,1 % — особи молодші 18 років, 64,5 % — особи у віці 18—64 років, 15,4 % — особи у віці 65 років та старші. Медіана віку мешканця становила 45,7 року. На 100 осіб жіночої статі у переписній місцевості припадало 108,1 чоловіків;  на 100 жінок у віці від 18 років та старших — 107,2 чоловіків також старших 18 років.
Середній дохід на одне домашнє господарство  становив 80 445 доларів США (медіана — 56 250), а середній дохід на одну сім'ю — 98 177 доларів (медіана — 80 417). Медіана доходів становила 50 250 доларів для чоловіків та 52 500 доларів для жінок. За межею бідності перебувало 16,7 % осіб, у тому числі 6,4 % дітей у віці до 18 років та 22,2 % осіб у віці 65 років та старших.
Цивільне працевлаштоване населення становило 201 осіб. Основні галузі зайнятості: сільське господарство, лісництво, риболовля — 25,9 %, освіта, охорона здоров'я та соціальна допомога — 19,4 %, роздрібна торгівля — 14,9 %.